# Вілла Кайзера

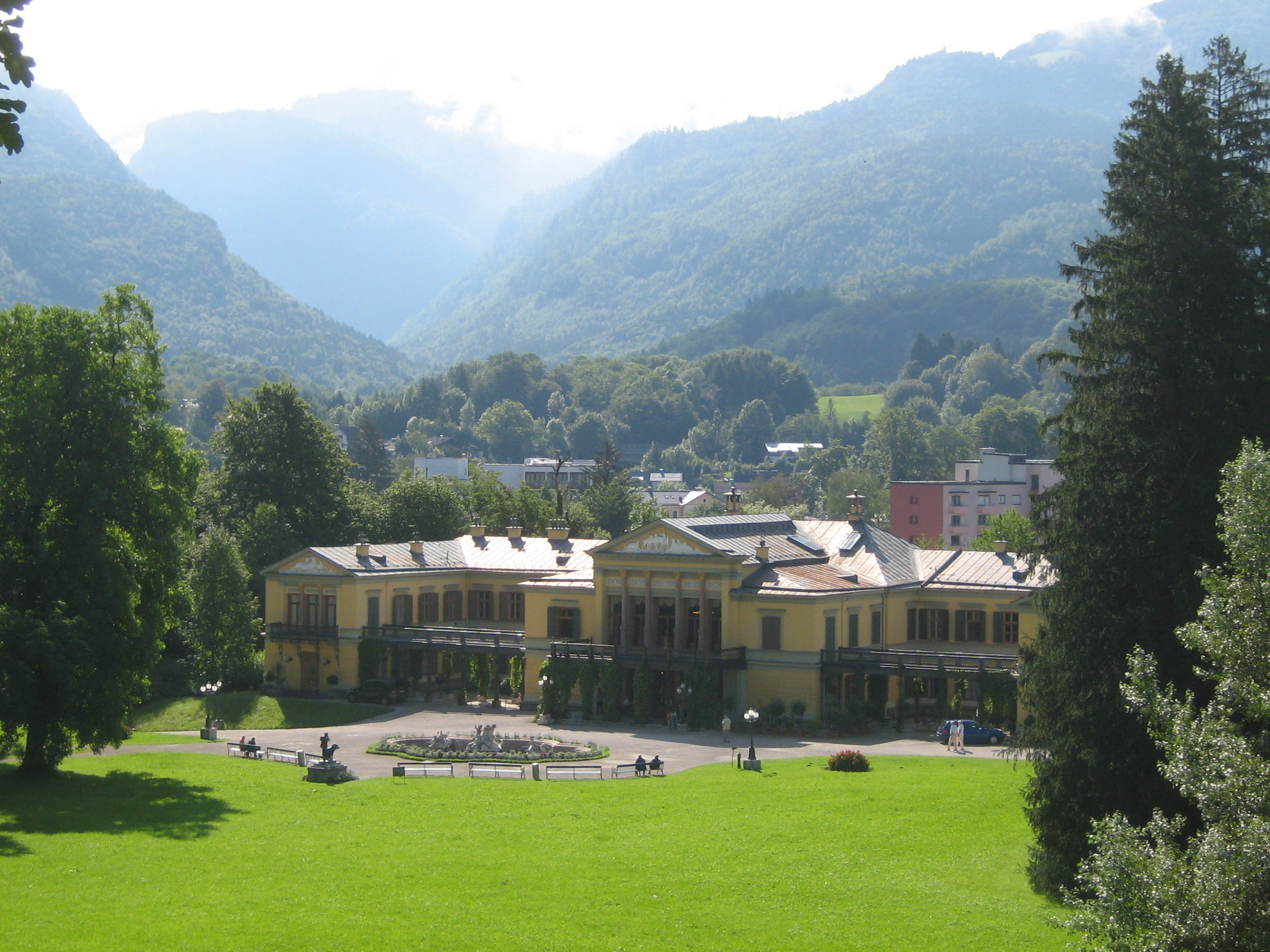
Вілла Кайзера

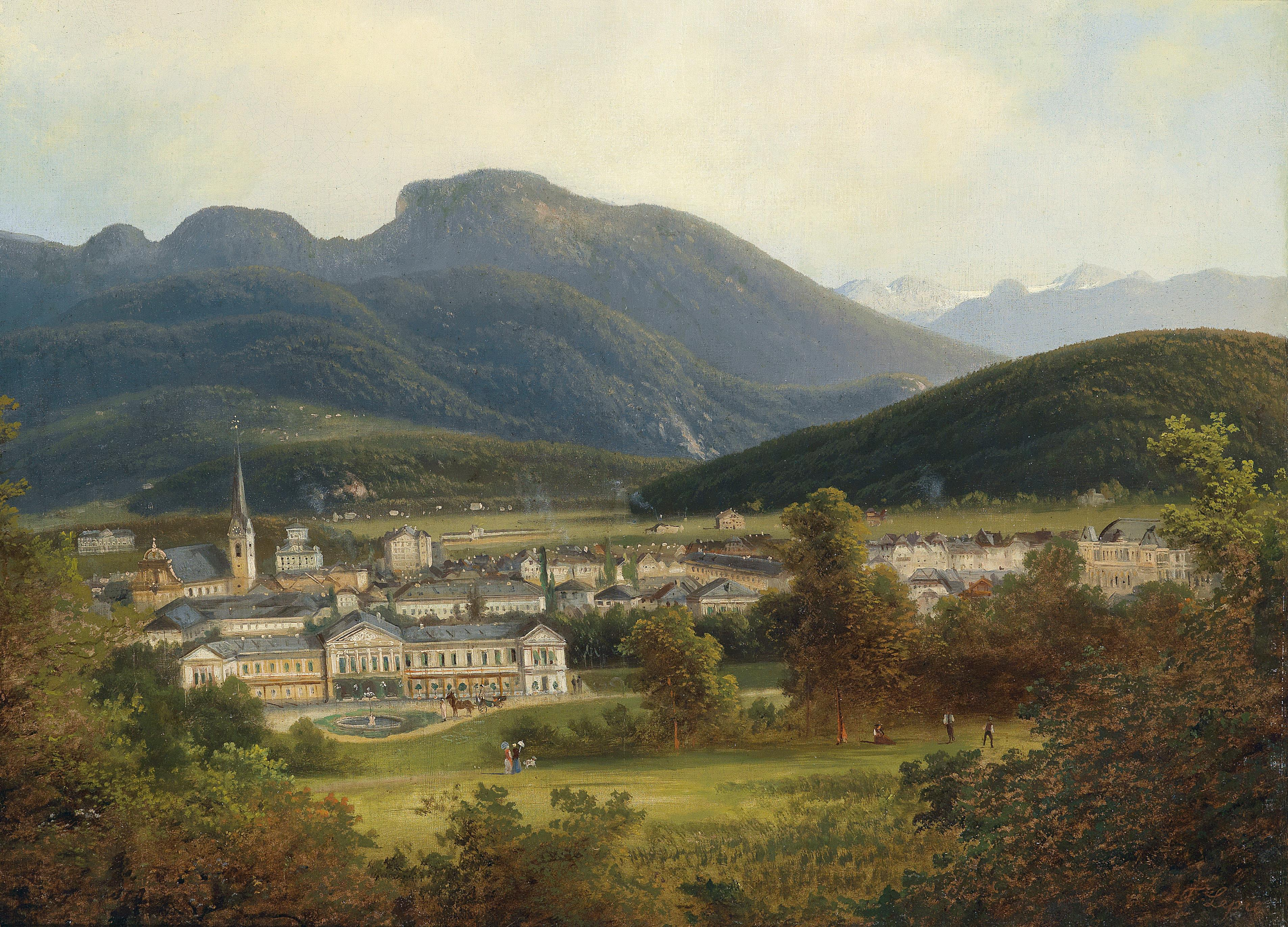
Вілла на малюнку 1883 року

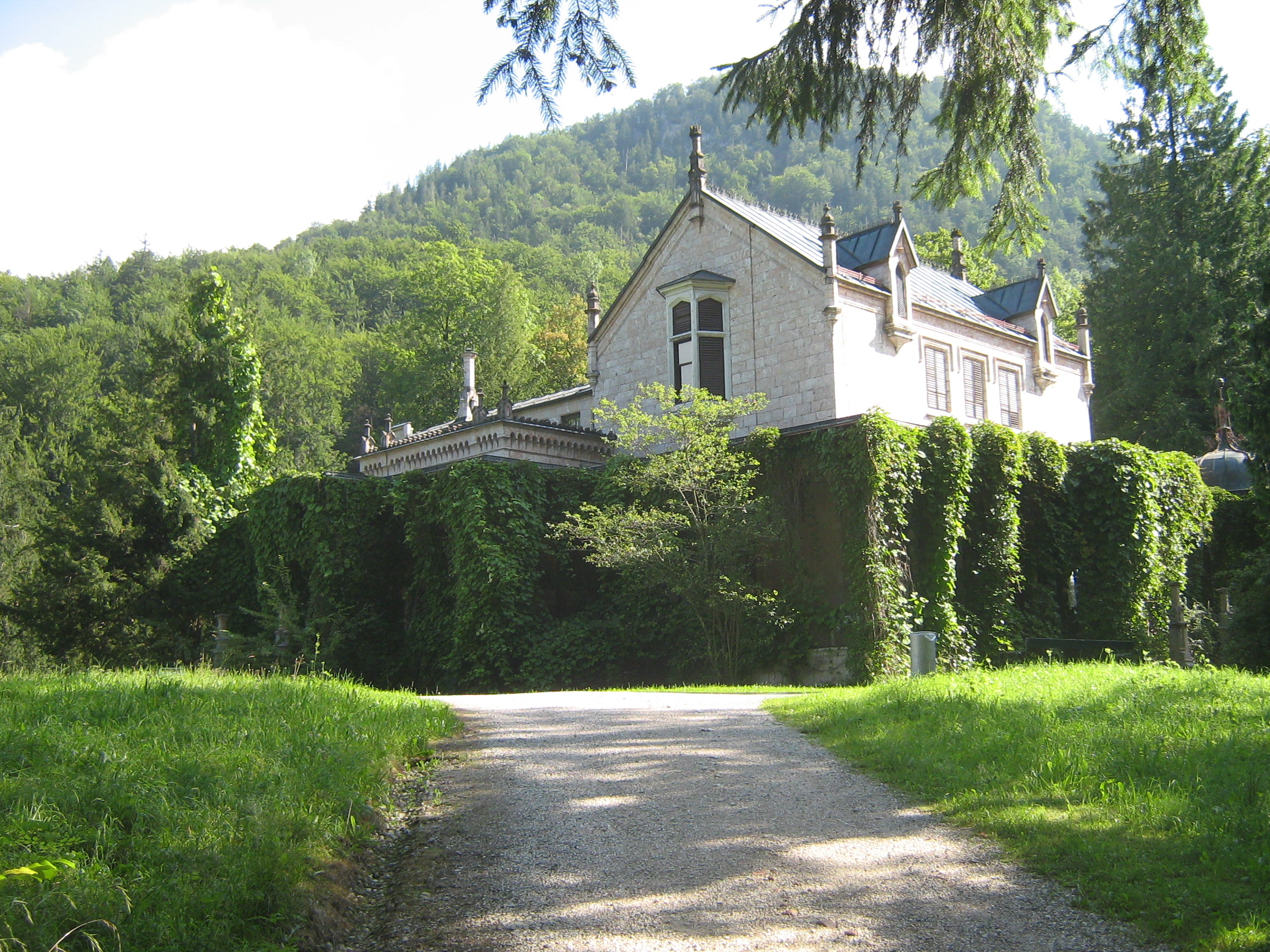
Мармуровий будинок

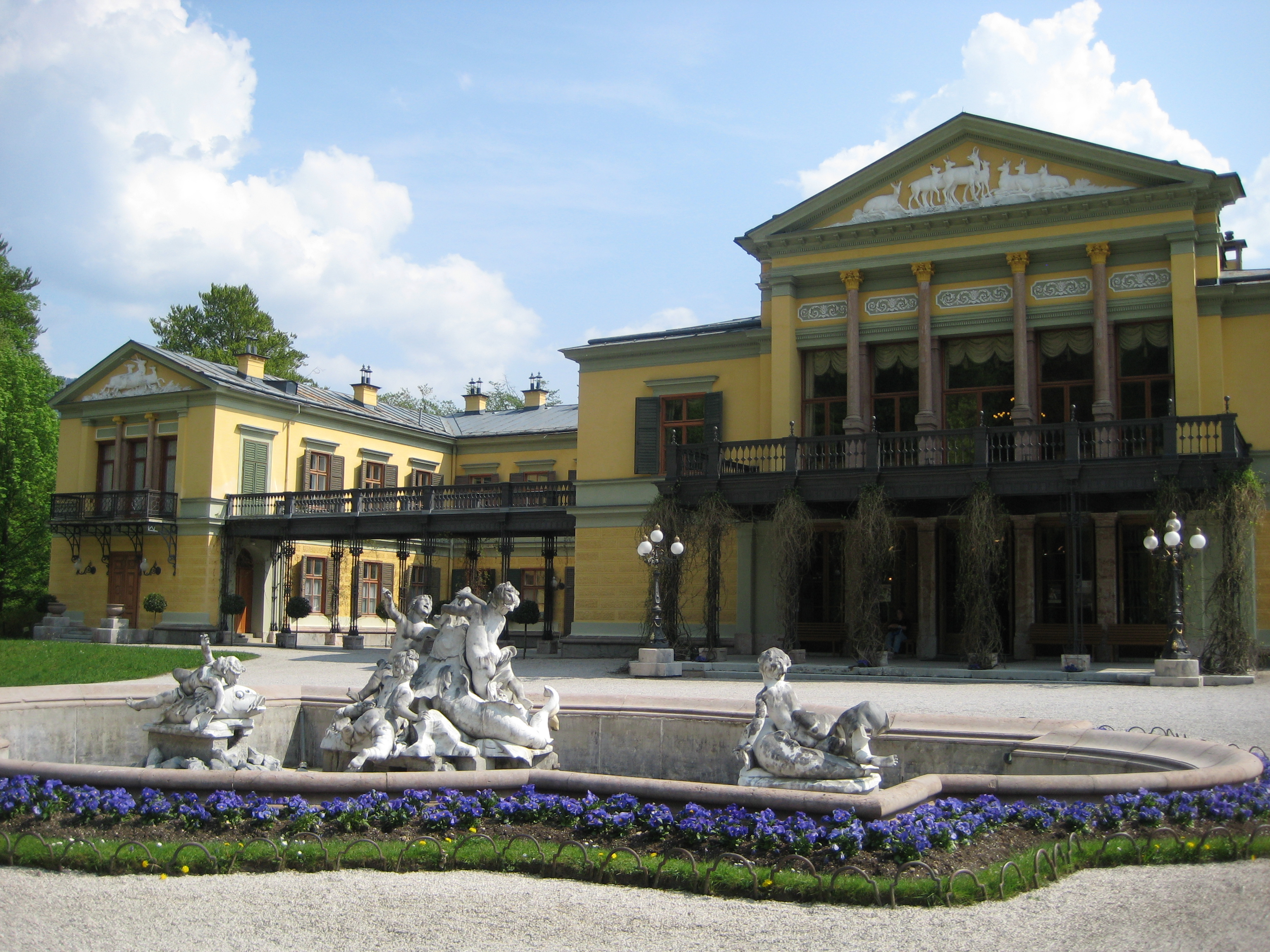
Фонтан

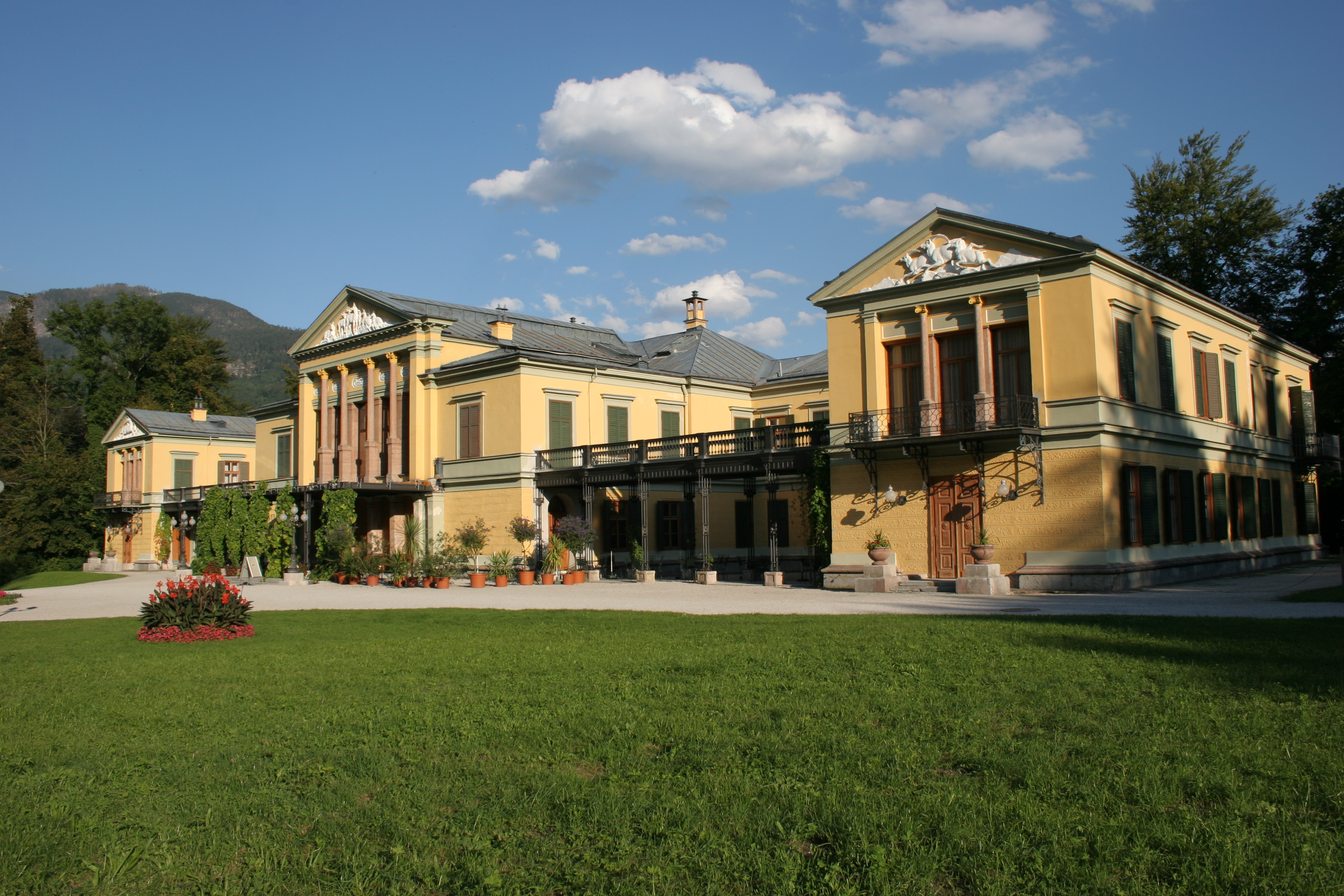
Вілла Кайзера

Вілла Кайзера (нім. Kaiservilla) розташована у місті Бад-Ішль, земля Верхня Австрія, колишня літня резиденція цісаря австро-Угорської імперії Франца Йосифа I та Єлизавети Баварської (СіСі).

## Історія
Вілла в стилі бідермаєр належала віденському нотаріусу Йозефу Августу Елтцу (нім. Josef August Eltz). Її купив лікар Едуард Машталер (нім. Eduard Mastalier) (1850). З нагоди перебування Франца Йосифа 1853 року в Бад-Ішлі і заручин з Єлизаветою Баварською його мати ерцгерцогиня Софія Баварська вручила віллу імператорській парі як весільний подарунок. Віллу перебудували в неокласичному стилі під наглядом цісарсько-королівського першого лейбкамердинера цісаря Антоніо Легренці (нім. Antonio Legrenzi) (1804—1858). Вілла отримала репрезентаційний вхід з колонами і тимпаном, два бічні крила, що надали будівлі форми літери «Е». Надвірний садівник Франц Раух (нім. Franz Rauch) розробив господарські будівлі. Навколо вілли заклали пейзажний англійський парк. Усі роботи завершили до 1860 року. Фонтан з білого мармуру виконав Віктор Тілгнер (нім. Viktor Tilgner) (1884). У парку розташовано Мармуровий будинок — Refugium (притулок) Єлизавети Баварської (СіСі).
Щороку по декілька літніх тижнів цісар проводив на віллі, святкуючи тут 18 серпня свій день народження. У правому крилі вілли 28 липня 1914 року Франц Йосиф підписав маніфест-оголошення війни Сербії, що призвело до початку війни, а згодом і розпаду Австро-Угорської імперії. Цісар заповів віллу своїй молодшій доньці Марії Валерії, одруженій з ерцгерцогом Францом Сальватором Австрійсько-Тосканським Габсбургом. Вілла була приватною власністю родини Габсбургів, і після зречення від прав на трон Австрії вона залишилась у Марії Валерії. Від неї вілла перейшла до сина Губерта Сальватора Габсбург-Лотаринзького, згодом онука Маркуса Габсбург-Лотаринзького. Вілла і парк влітку і в певний період зими відкриті для відвідування.